# 北方町立北方小学校
北方町立北方小学校（きたがたちょうりつ きたがたしょうがっこう）は、かつて岐阜県本巣郡北方町北方にあった公立小学校。

## 概要
- 北方町の中央部に位置し、北方中学校と隣接していた。
- 1990年代までは、岐阜県下でも有数のマンモス校であったが、北方町立北方西小学校、北方町立北方南小学校の分離により解消されている。児童数は512名（2022年4月現在）。
- 北方町の小中学校再編計画により、北方中学校を分割し、北方小学校と北方西小学校と統合。2023年（令和5年）に義務教育学校の北方町立北学園の開校に伴い廃校[1][2][3]。北学園の校舎は従来の北方中学校と北方小学校の校舎を改修、管理棟及び東校舎などか新築される。

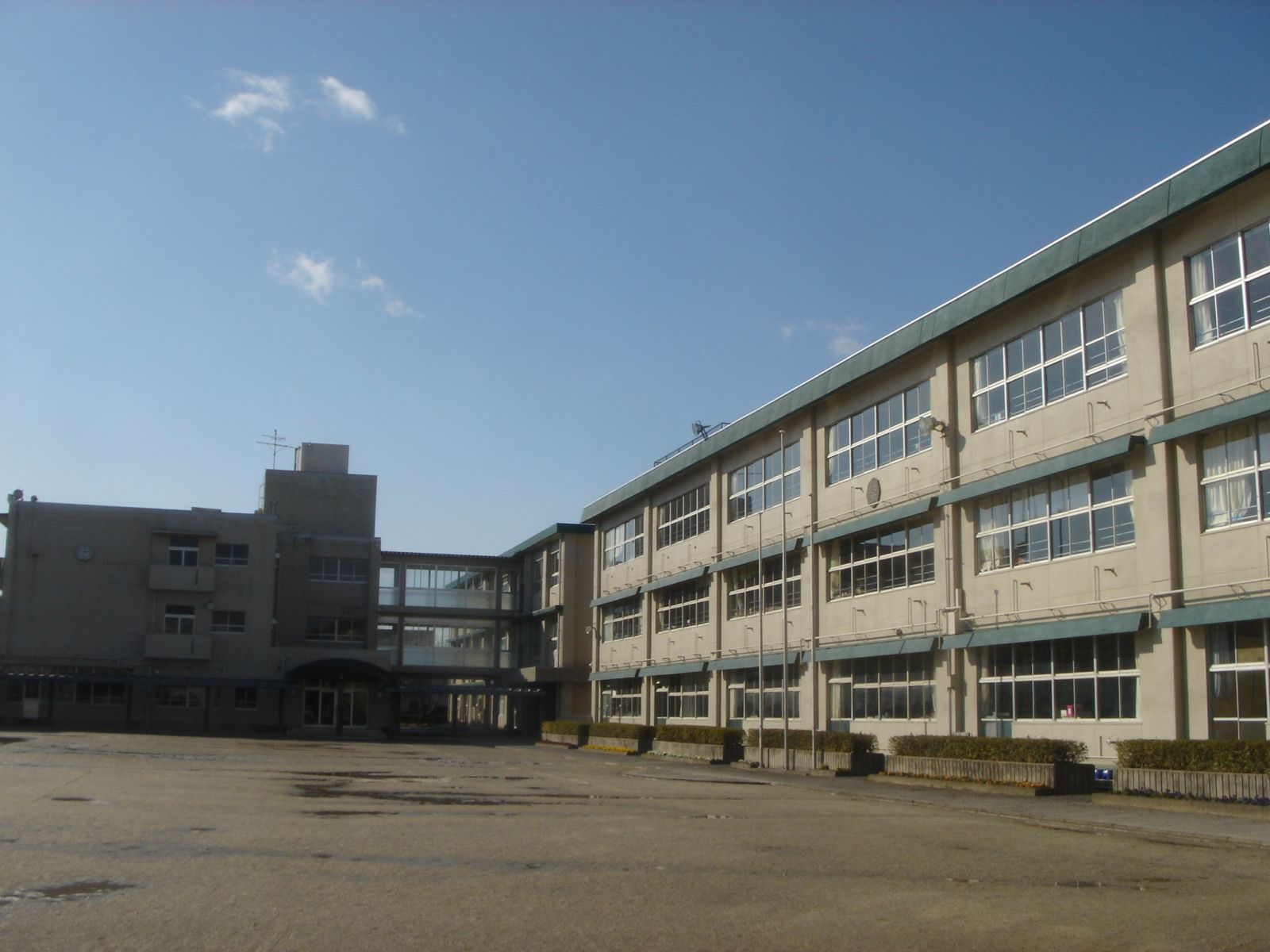
校舎
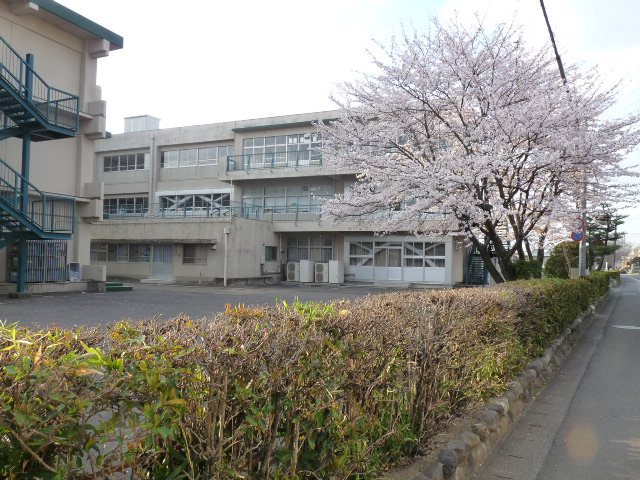
校舎
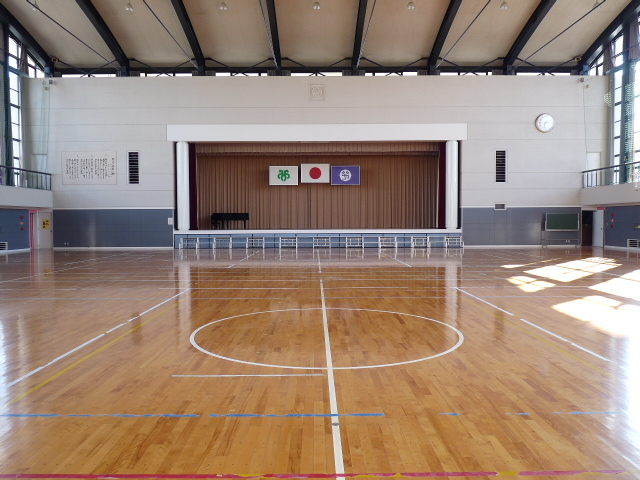
体育館
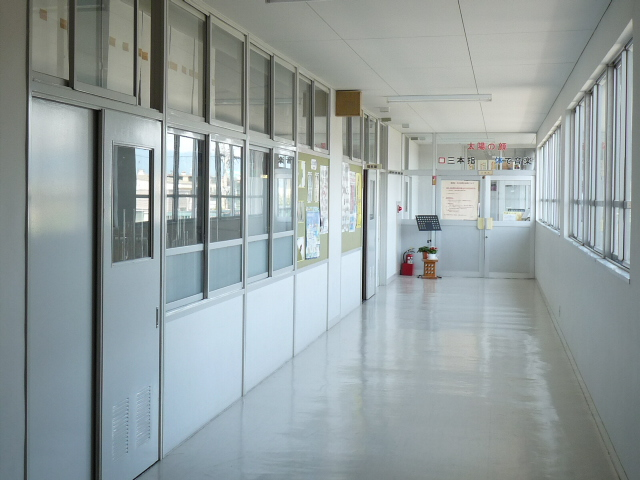
理科室，音楽室
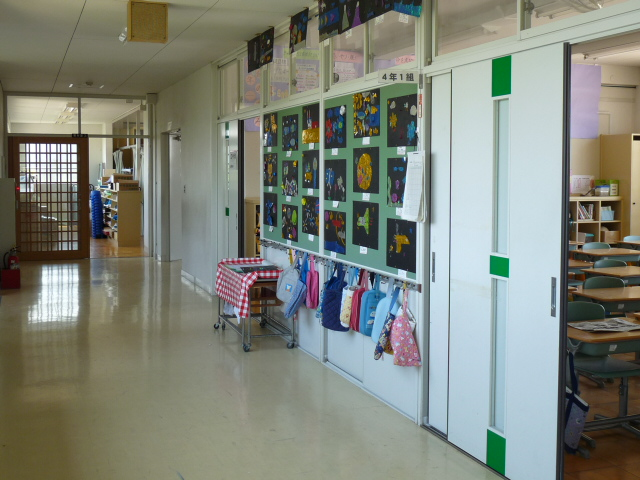
普通教室
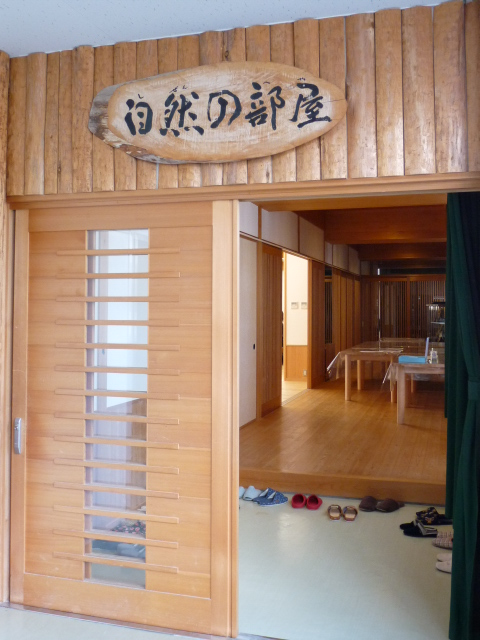
自然の部屋

## 沿革
- 1873年（明治6年） - 本巣郡北方村に化成舎として創立される。北方陣屋を仮校舎とする。
- 1876年（明治9年） - 校舎を新築し、移転。北方小学校に改称する。
- 1886年（明治19年） - 簡易科、尋常科、高等科を設置。北方尋常高等小学校に改称する。
- 1889年（明治22年） - 北方村が町制施行。北方町になる。
- 1891年（明治24年） - 濃尾地震により校舎倒壊。3年後に再建。
- 1906年（明治39年） - 裁縫補習学校を付設する。
- 1915年（大正4年） - 現在地に新築移転。農業補習学校を付設する。
- 1941年（昭和16年）4月 - 北方町立北方国民学校と改称。
- 1947年（昭和22年）4月 - 北方町立北方小学校と改称。
- 1955年（昭和30年）4月1日 - 北方町が生津村を編入。
- 1956年（昭和31年）
  - 4月 - 生津小学校を統合する。旧・生津村の柱本・高屋地区の児童が転入する。
  - 9月2日 - 北方町が席田村の一部（加茂・芝原）を編入。
- 1957年（昭和32年）4月 - 加茂、芝原両地区の児童が糸貫村立席田小学校から転入する[注釈 1]。
- 1958年 - 1960年（昭和33年 - 35年） - 校舎（木造）増築。
- 1969年（昭和44年） - 校舎（鉄筋）を新築。以降1985年（昭和60年）までに木造校舎が取り壊され、全て鉄筋コンクリートの校舎になる。
- 1984年（昭和59年）4月 - 北方町立北方西小学校を分離する。
- 1992年（平成4年） - 現在のプールが完成する。
- 1994年（平成6年） - 現在の体育館が完成する。
- 2001年（平成13年）4月 - 北方町立北方南小学校を分離する。
- 2023年（令和5年）
  - 3月24日 - 閉校式を行う。
  - 3月31日 - 廃校。

## 交通機関
- 岐阜バス
大野真正北方線、北方円鏡寺線「北学園前」バス停下車、徒歩1分
JR岐阜駅バスターミナル（岐阜駅北）7番のりばより「大野バスセンター」「イオンタウン本巣（島大橋経由）」行き
大野忠節線「北方栄町」バス停下車、徒歩10分
　　　　「北方バスターミナル」バス停下車、徒歩2分
JR岐阜駅バスターミナル（岐阜駅北）8番のりば、「大野バスセンター（忠節橋経由）」「パレットピアおおの（忠節橋経由）」「北方バスターミナル（忠節橋経由）」